# Paul Lacombe
Paul Frédéric Lacombe (nacido el 12 de junio de 1990 en Vénissieux) es un jugador de baloncesto francés. Con 1,95 metros de estatura, juega en la posición de escolta en las filas del Nanterre 92 de la Ligue Nationale de Basket-ball.

## Palmarés
- LNB: 3

ASVEL Lyon-Villeurbanne: 2009, 2021, 2022
- Copa: 2

Strasbourg IG: 2015
ASVEL Lyon-Villeurbanne: 2021
- Leaders Cup: 3

ASVEL Lyon-Villeurbanne: 2010
Strasbourg IG: 2015
AS Mónaco Basket: 2018
- Match des Champions: 2

ASVEL Lyon-Villeurbanne: 2009
Strasbourg IG: 2015